# Карно (місто)
Карно́ (фр. Carnot) — місто в префектурі Мамбере-Кадеї в Центральноафриканській Республіці. Населення — 45 421 осіб (за переписом 2003 року).
Карно розташоване на заході країни, у сільськогосподарчому краї. Навколо міста вирощують ямс, маніок, бавовник, розводять велику рогату худобу.
У місті є аеропорт.